# Sleeping Dogs (film, 2024)
Sleeping Dogs är en amerikansk kriminal- thrillerfilm från 2024. Filmen är regisserad av Adam Cooper som även har stått för manuset tillsammans med Bill Collage.
Filmen hade biopremiär i USA den 22 mars 2024.

## Handling
Filmen kretsar kring en före detta mordutredare som lider av minnesförlust och som tvingas lösa ett brutal mordfall.

## Rollista (i urval)
| Karen Gillan        | – Laura Baines     |
| Russell Crowe       | – Roy Freeman      |
| Marton Csokas       | – Dr Joseph Wieder |
| Tommy Flanagan      | – Jimmy Remis      |
| Harry Greenwood     | – Richard Finn     |
| Thomas M. Wright    | – Wayne Devereaux  |
| Elizabeth Blackmore | – Dana Finn        |
| Lynn Gilmartin      | – Diane Lynch      |
| Pacharo Mzembe      | – Isaac Samuel     |
| Paula Arundell      | – Susan Avery      |